# Thalassobathia pelagica
Thalassobathia pelagica е вид лъчеперка от семейство Bythitidae. Видът не е застрашен от изчезване.

## Разпространение и местообитание
Разпространен е в Гвинея, Гренландия, Ирландия, Исландия, Камерун, Нигерия и САЩ.
Обитава морета и заливи. Среща се на дълбочина от 500 до 1000 m.

## Описание
На дължина достигат до 22,1 cm.